# Integrated Truss Structure

Elementi della Stazione Spaziale Internazionale a luglio 2021

L'Integrated Truss Structure è l'intelaiatura della Stazione spaziale internazionale dove vengono montati i componenti non pressurizzati come i pannelli solari, i radiatori e altre attrezzature.
Durante lo sviluppo della stazione spaziale Freedom vennero studiati diversi progetti per lo sviluppo dell'intelaiatura. Inizialmente si era pensato di portare in orbita una serie di strutture prefabbricate da montare in orbita tramite delle operazioni extraveicolari ma dopo il 1991 si decise di ridimensionare il progetto puntando su una struttura più semplice che richiedeva una minima attività extraveicolare.

## Componenti

### Segmento Z1

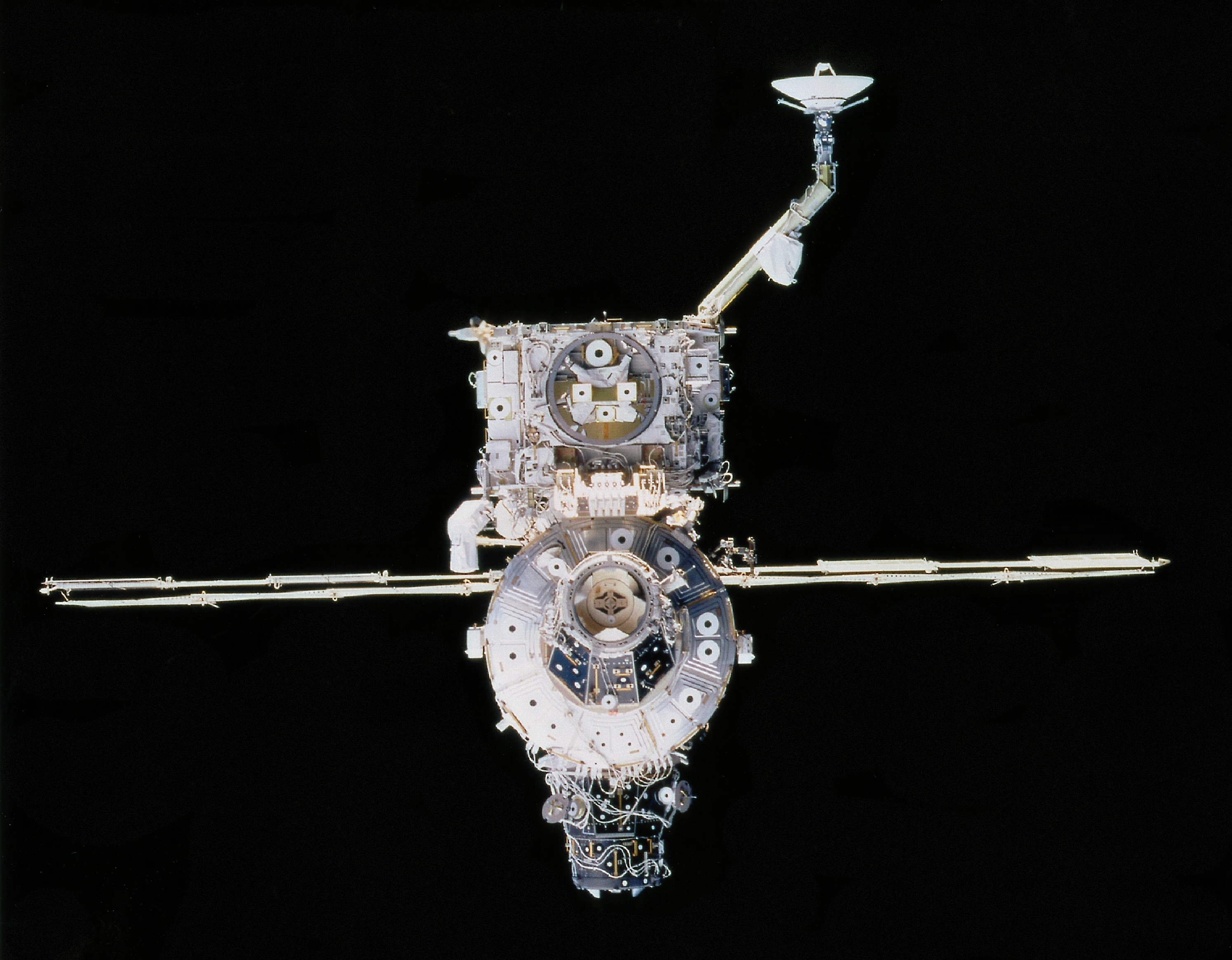
Z1 truss (sopra) e il modulo Unity (sotto) nella missione STS-92 nell'ottobre 2000

Il primo segmento, chiamato Z1, è stato lanciato con la missione STS-92 nell'ottobre 2000 ed è stato utilizzato come un supporto temporaneo per l'alloggiamento del segmento P6 e il pannello solare. Anche se non fa parte dell'intelaiatura principale, il segmento Z1 è stato la prima struttura della stazione spaziale a fornire il supporto per i successivi componenti. Contiene il componente control moment gyroscope (CMG), i cavi elettrici, gli strumenti di comunicazione e due dispositivi per neutralizzare la carica elettrostatica della stazione. Non è pressurizzato, ma contiene due portelli di aggancio per facilitare le connessioni e le comunicazioni dati. Un portello è usato per connettere il segmento Z1 con il portello del modulo Unity, mentre il secondo è usato per alloggiare temporaneamente il Pressurized Mating Adapter 2.
Nell'ottobre 2007 il segmento P6 è stato posizionato nella sua sede definitiva adiacente al segmento P5 e il segmento Z1 non è attualmente usato per connettere altri moduli ma solo per ospitare gli equipaggiamenti elencati sopra.

### Segmento S0

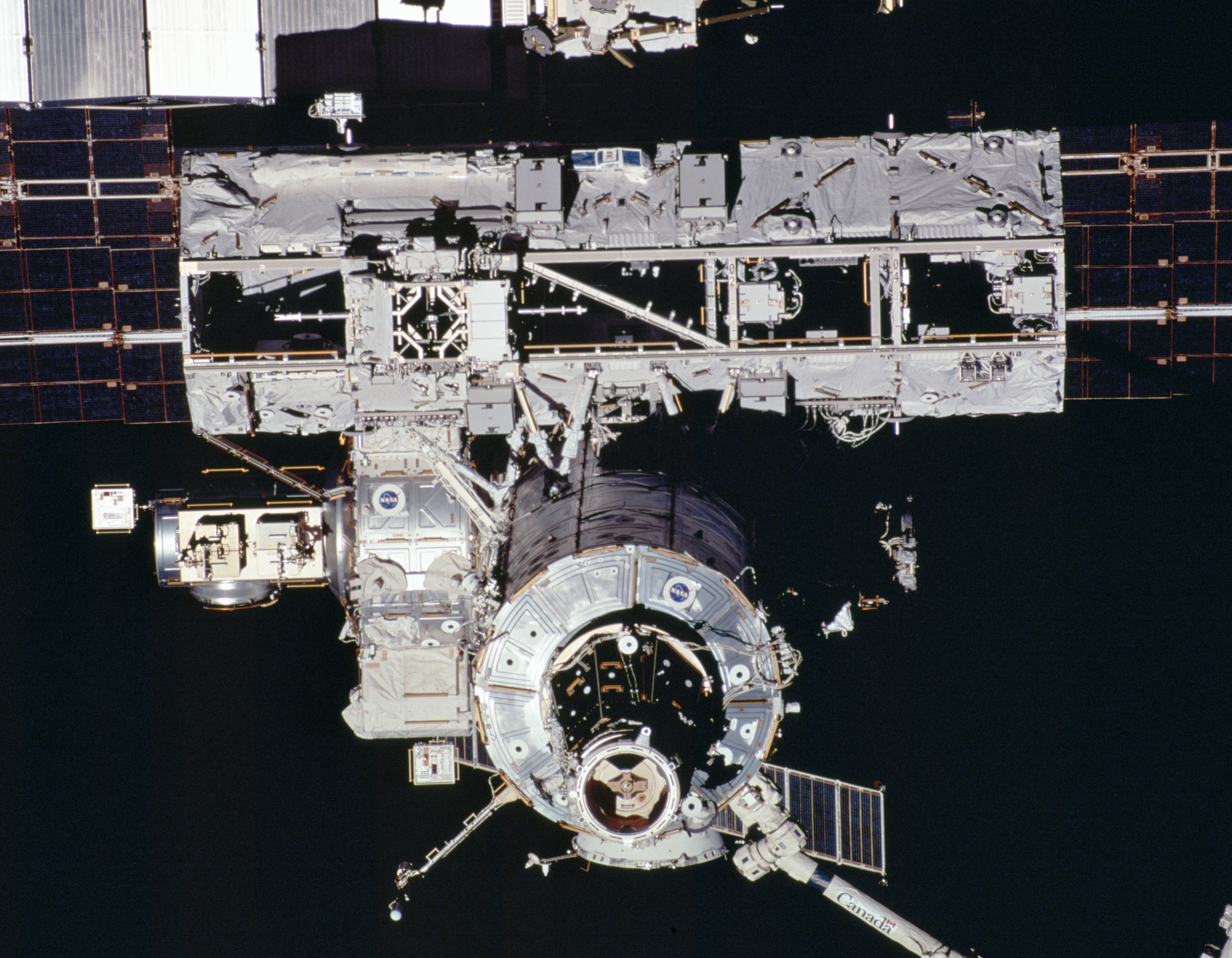
Il segmento S0 (sopra) ripreso durante la missione STS-110 17 aprile 2002

Il segmento S0 (chiamato anche Center Integrated Truss Assembly Starboard 0 Truss) costituisce l'elemento centrale portante della stazione. È stato collegato sopra al modulo Destiny durante la missione STS-110 nell'aprile 2002. S0 è usato per instradare l'energia ai moduli pressurizzati e trasmettere il calore dei moduli verso i segmenti S1 e P1. Il segmento S0 non è collegato direttamente alla stazione, ma è agganciato attraverso quattro bracci detti Module to Truss Structure (MTS).

### Segmenti P1, S1

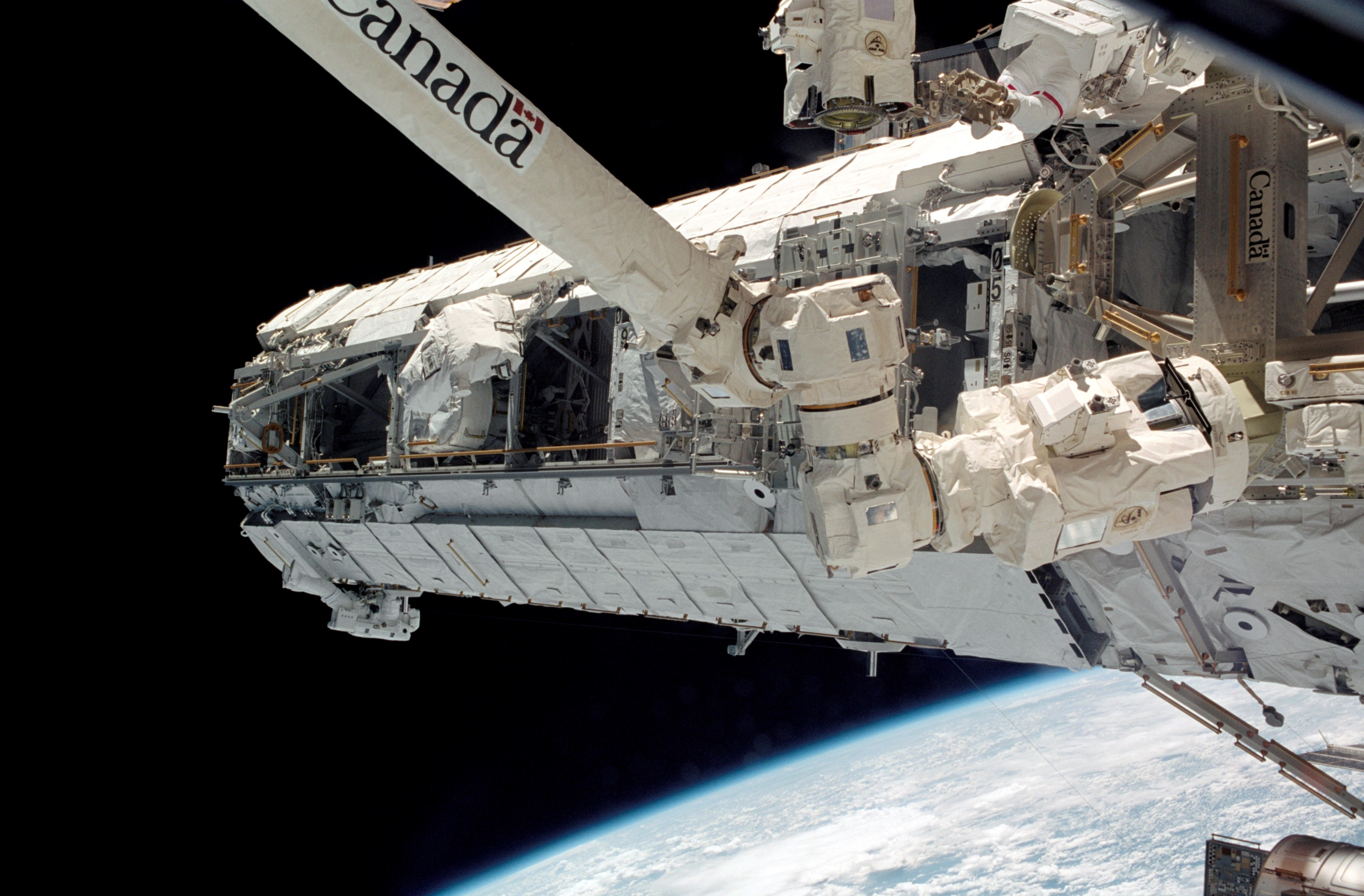
Il segmento S1 mentre viene installato durante la missione STS-112 il 10 ottobre 2002

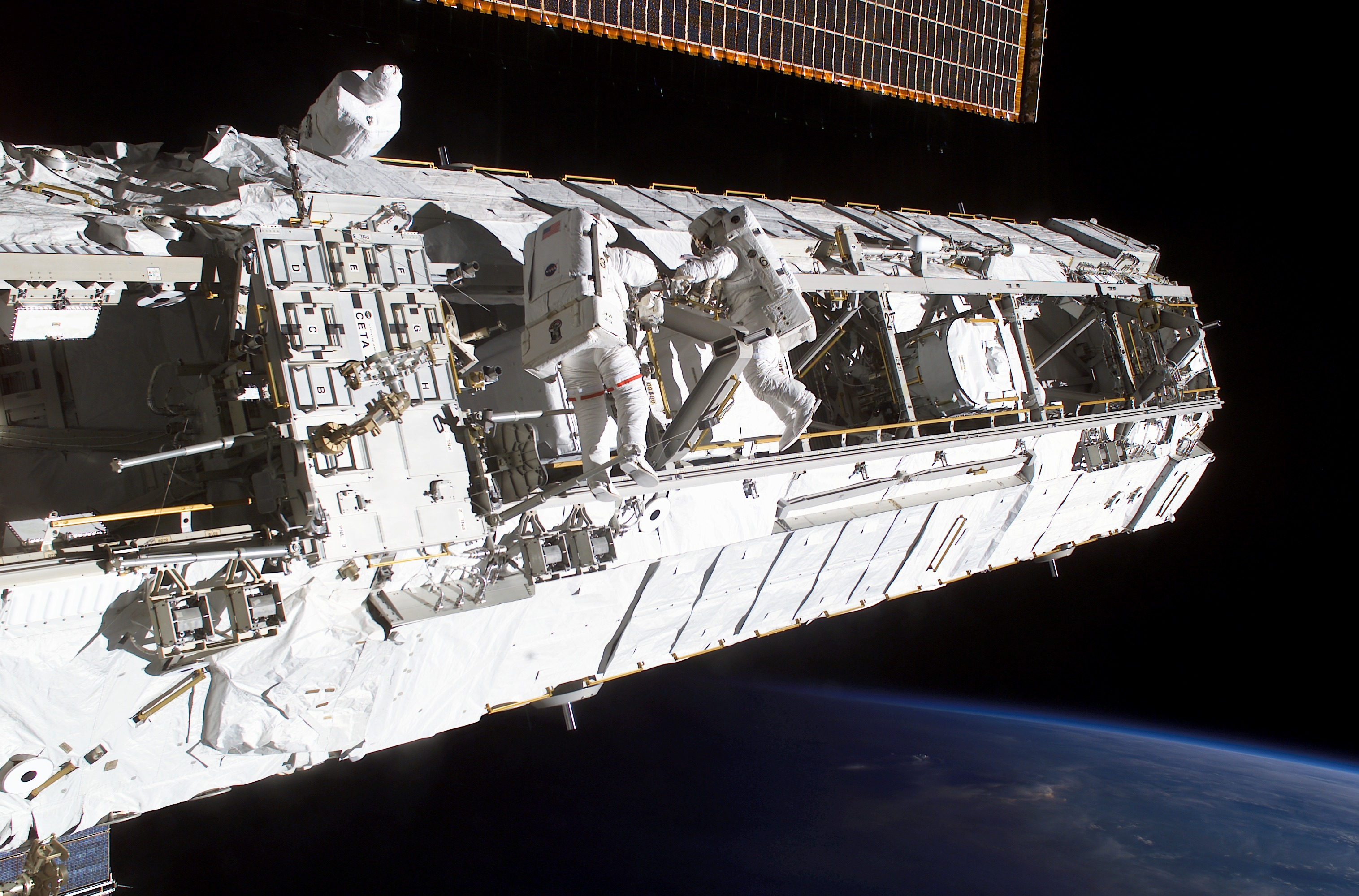
Il segmento P1 mentre viene installato durante la missione STS-113 il 28 novembre 2002

I segmenti P1 e S1 (chiamati anche Port and Starboard Side Thermal Radiator Trusses) sono connessi al segmento S0 e contengono degli strumenti per trasportare il Canadarm2 e gli astronauti alle loro postazioni di lavoro lungo la stazione spaziale. Entrambi i segmenti permettono il flusso di 290 kg di ammoniaca attraverso tre radiatori. Il segmento S1 è stato lanciato con la missione STS-112 nell'ottobre 2002 e il segmento P1 con la missione STS-113 nel novembre 2002. La progettazione, i test e la costruzione di questi segmenti è stata effettuata dalla McDonnell Douglas (ora di proprietà di Boeing).

### Segmenti P2, S2
I segmenti P2 e S2 furono progettati per alloggiare dei propulsori a razzo nei progetti originali della stazione spaziale. Tuttavia questa funzionalità erano già presenti in alcuni componenti russi della stazione, quindi questi propulsori non furono costruiti e i moduli P2 e S2 vennero cancellati dalla progettazione.

### Segmenti P3/P4, S3/S4

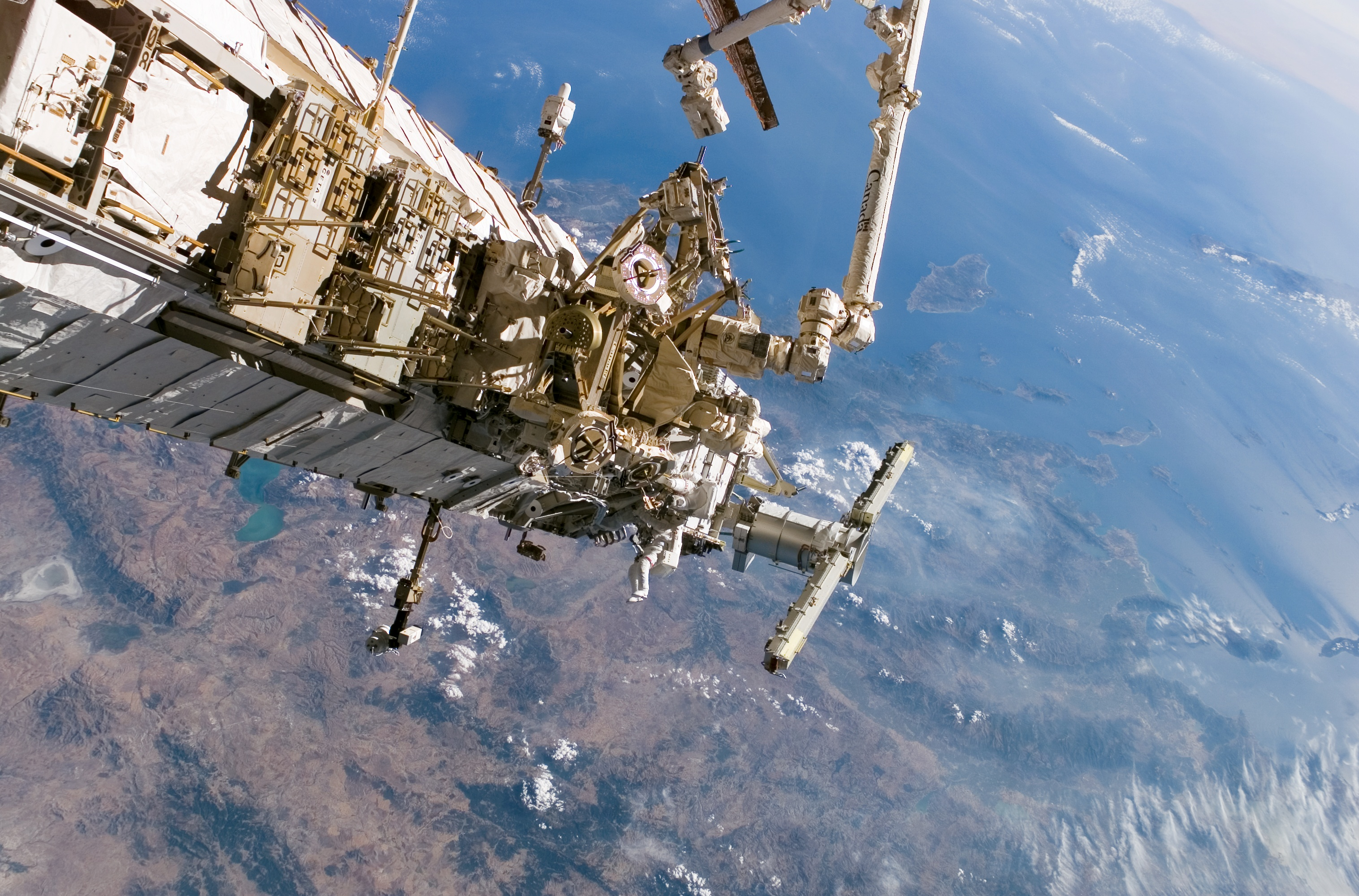
I segmenti P3/P4 mentre vengono installati durante la missione STS-115 il 13 settembre 2006

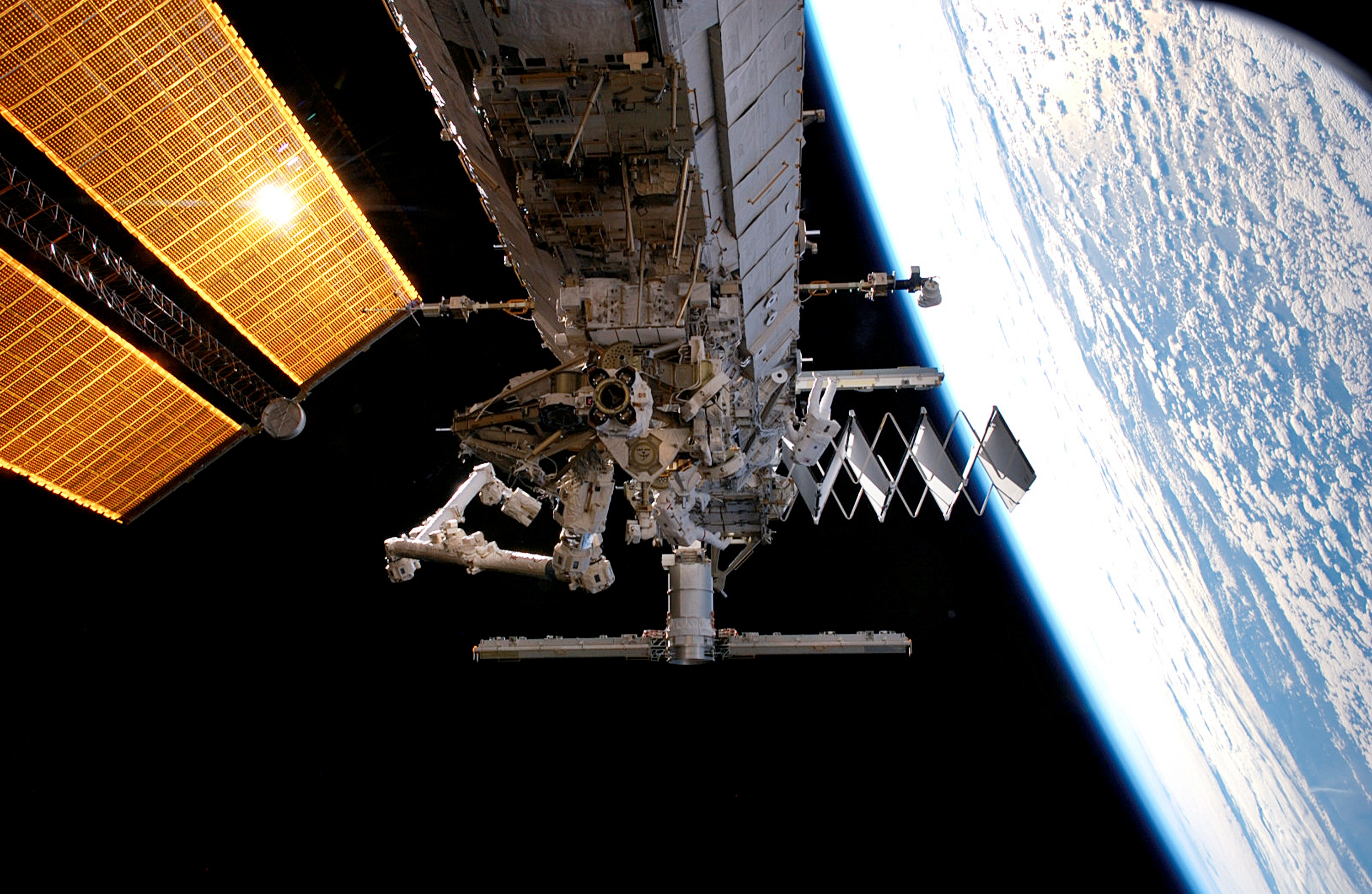
I segmenti S3/S4 durante la prima passeggiata spaziale della missione STS-117 l'11 giugno 2007

I segmenti P3/P4 sono stati installati dalla missione STS-115, lanciata il 9 settembre 2007. Essi sono connessi al segmento P1. I componenti P3/P4 contengono una coppia di pannelli solari, un radiatore e un Solar Alpha Rotary Joint che permette di orientare i pannelli e collega il segmento P3 con il P4. Prima di questa installazione, l'energia generata dal pannello solare nel segmento P4 era utilizzata solo dal segmento stesso, e non era disponibile per il resto della stazione spaziale. A dicembre 2006, durante la missione STS-116 è stato effettuato un ricablaggio per ridistribuire questa energia all'intera stazione. I segmenti S3/S4, una coppia esattamente uguale, ma speculare dei segmenti P3/P4 furono installati l'11 giugno 2007 durante la missione STS-117 e collegati al segmento S1.
I sottosistemi principali comprendono un Segment-to-Segment Attach System (SSAS), il Solar Alpha Rotary Joint (SARJ), e l'Unpressurized Cargo Carrier Attach System (UCCAS). Il segmento P3 viene usato come interfaccia meccanica, energetica e per le comunicazioni con i componenti collegati alle due piattaforme UCCAS e la rotazione dei pannelli per seguire il Sole attraverso il SARJ. I segmenti S3/P3 hanno una struttura di alluminio a forma esagonale con quattro paratie e sei longheroni. Il segmento S3 supporta anche l'alloggio degli ExPRESS Logistics Carrier, che sono stati lanciati e installati nel 2009.
I sottosistemi principali dei segmenti P4 e S4 sono i moduli fotovoltaici (PVM), che comprendono i due pannelli solari, i radiatori fotovoltaici (PVR), l'Alpha Joint Interface Structure (AKIS), il Modified Rocketdyne Truss Attachment System (MRTAS) e il Beta Gimbal Assembly (BGA).

### Segmenti P5, S5

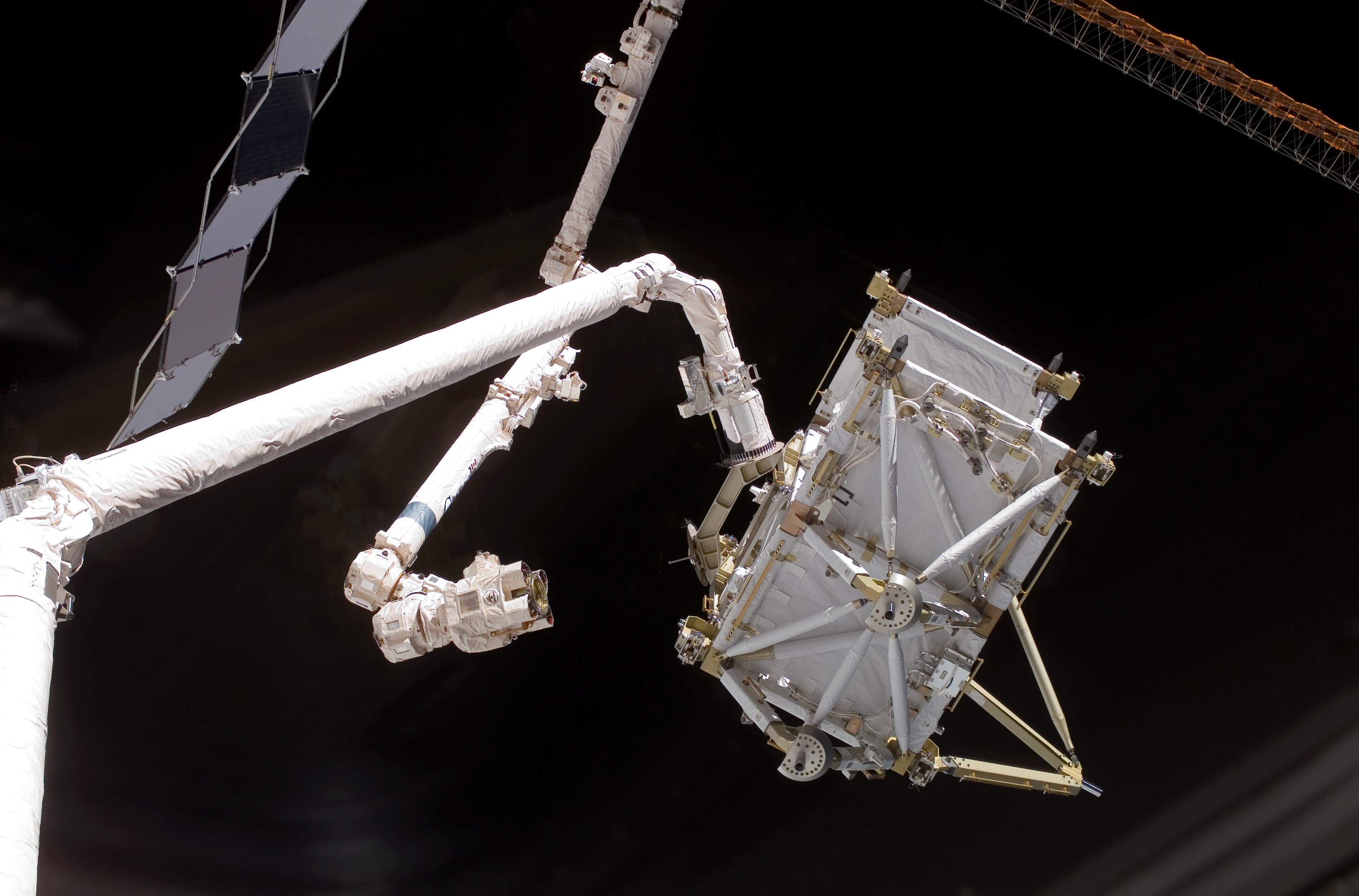
Il braccio robotico Canadarm-1 del Space Shuttle Discovery estrae il segmento P5 durante la missione STS-116 nel dicembre 2006.

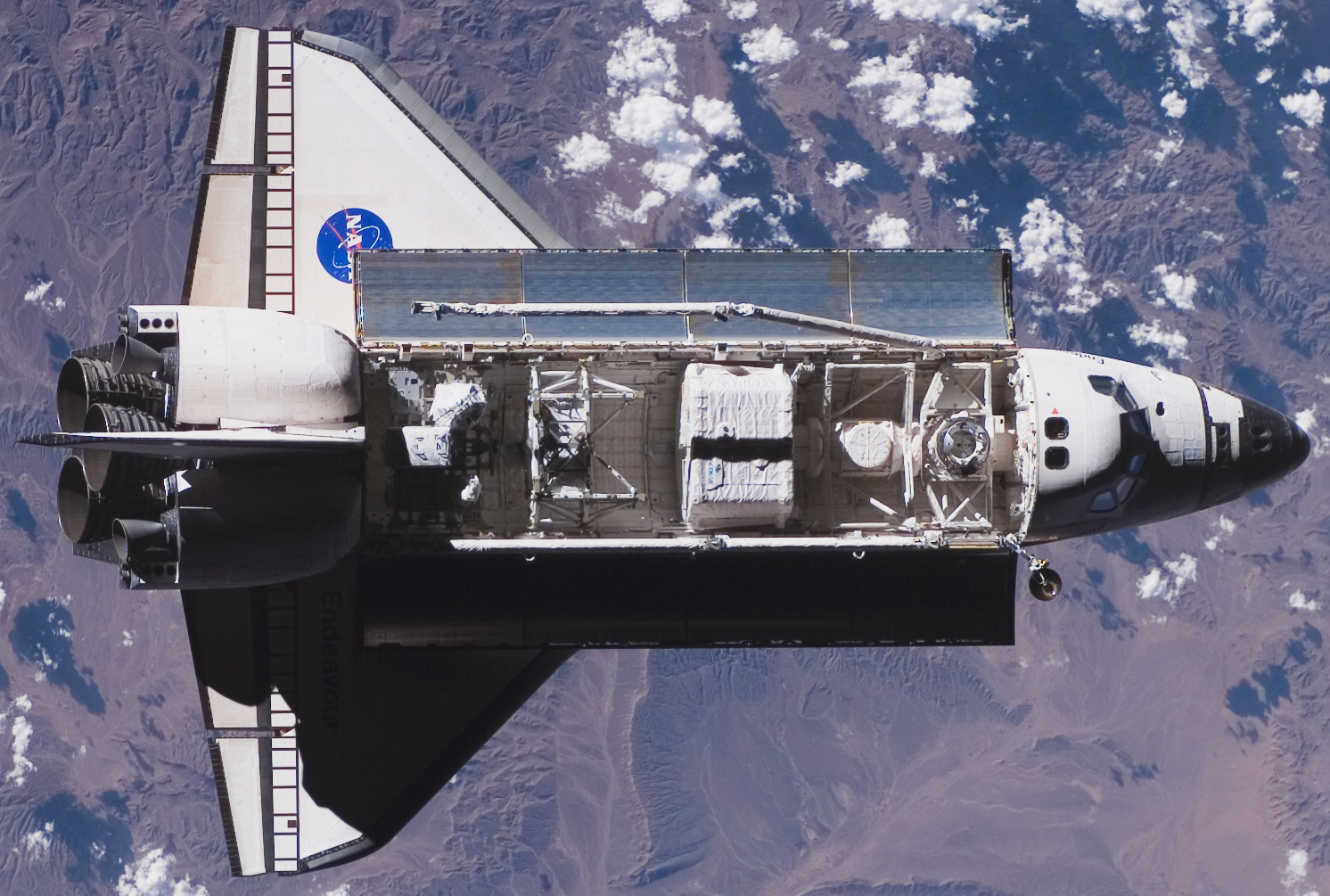
Space Shuttle Endeavour si avvicina alla stazione nella missione STS-118 con il segmento S5 pronto per essere installato

I segmenti P5 e S5 fungono da connettori per il supporto dei segmenti P6 e S6, rispettivamente. La lunghezza dei componenti P3/P4 e S3/S4 è stata limitata dalle capacità della stiva di carico dello Shuttle, quindi si sono resi necessari dei connettori per estendere i segmenti. Il P5 è stato installato il 12 dicembre 2006 durante la prima attività extraveicolare della missione STS-116, mentre l'S5 è stato portato in orbita dalla missione STS-118 l'11 agosto 2007.

### Segmenti P6, S6
Il segmento P6 è stato il secondo ad essere installato, poiché contiene un grande pannello solare che genera l'energia elettrica essenziale per la stazione, prima dell'attivazione del pannello nel segmento P4. Era stato inizialmente installato sul segmento Z1 e i pannelli solari, che erano stati estesi durante la missione STS-97 sono stati ritratti, metà alla volta, per fare spazio ai pannelli dei segmenti P4 e S4 durante le missioni STS-116 e STS-117 rispettivamente. Durante la missione STS-120 il segmento P6 è stato distaccato, rimontato sul segmento P5, ridispiegati il radiatore e i pannelli solari. Mentre il primo (2B) si è dispiegato correttamente, il secondo (4B) ha subito uno strappo, successivamente riparato tramite una passeggiata spaziale. Durante la missione STS-119, a marzo 2009, è stato installato il segmento S6, che costituisce il quarto ed ultimo gruppo di pannelli solari e radiatori.

## Sottosistemi

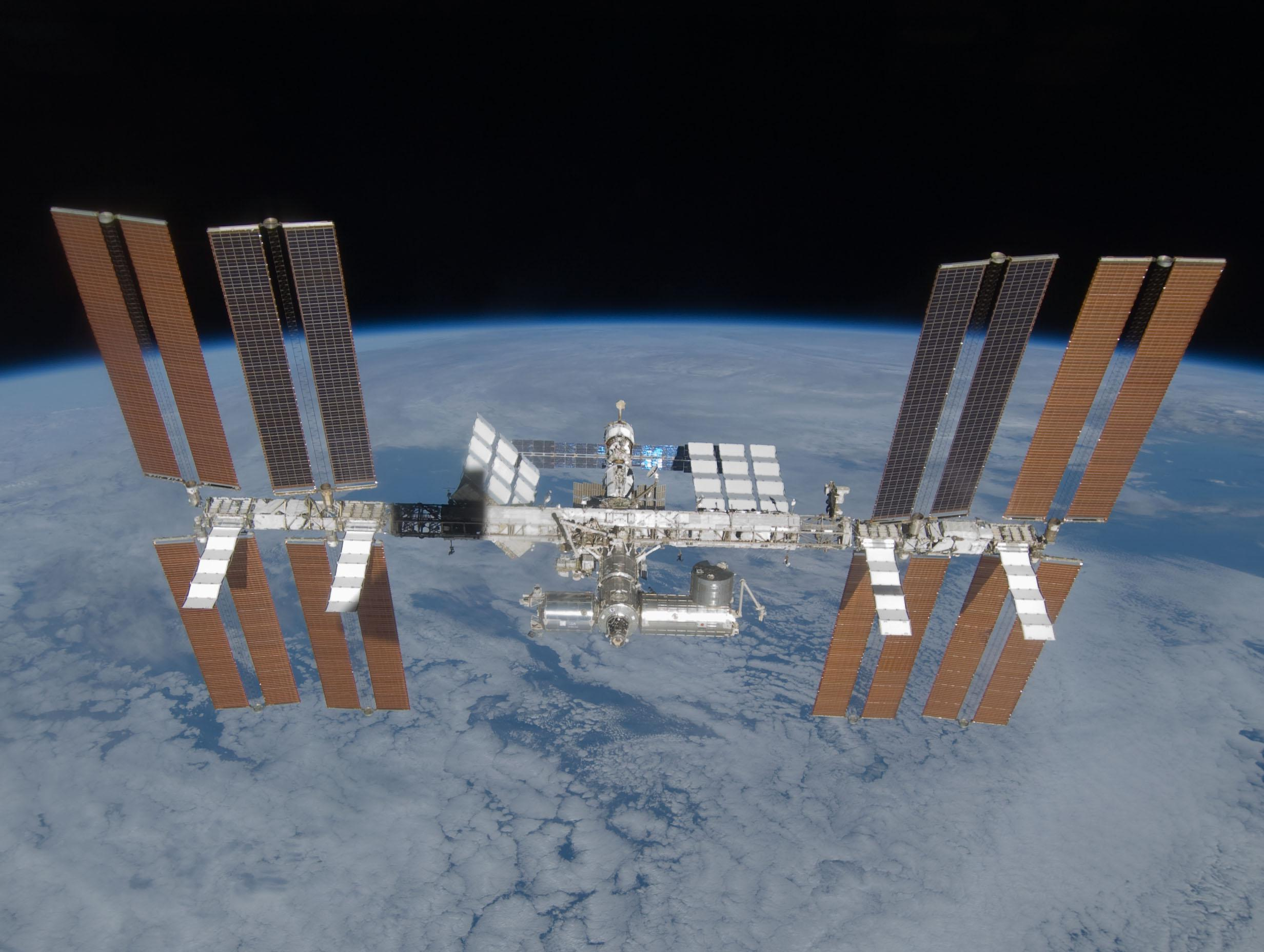
La stazione ripresa il 26 marzo 2009 durante la missione STS-119

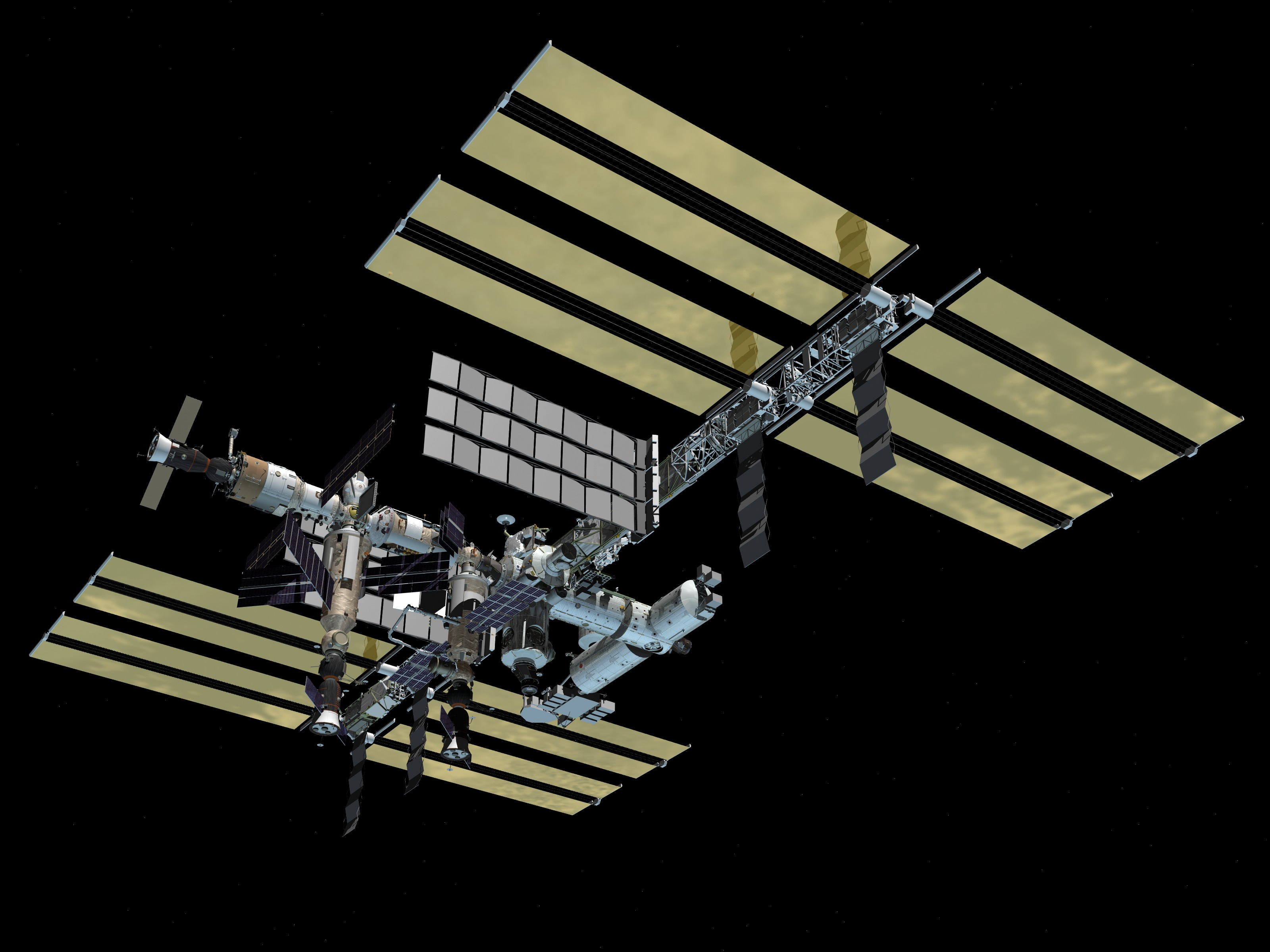
Il modello della stazione completa

### Pannelli solari
La principale fonte di energia della stazione proviene dalle quattro coppie di pannelli fotovoltaici, detti Solar Array Wings (SAW). Il primo paio di pannelli sono stati connessi al segmento P6, precedentemente collegato al segmento Z1 e successivamente riposizionato sul segmento P5. Il secondo paio è stato installato nel settembre 2006, ma non ha fornito energia alla stazione prima del successivo ricablaggio effettuato a dicembre dello stesso anno. La terza coppia è stata installata nel giugno 2007 e l'ultima coppia a marzo 2009 nella missione STS-119. Ulteriore energia elettrica sarebbe dovuta essere generata attraverso la Science Power Platform russa, ma questo componente è stato cancellato.
Ogni pannello è lungo 34 m e largo 12 m e genera 32,8 kW in corrente continua. Ogni pannello è suddiviso in due parti connesse a una sezione centrale e costituite da 16400 celle fotovoltaiche raggruppate in 82 pannelli attivi di 200 celle. Ogni cella elementare ha una superficie di 8 cm2 e contiene 4100 diodi.

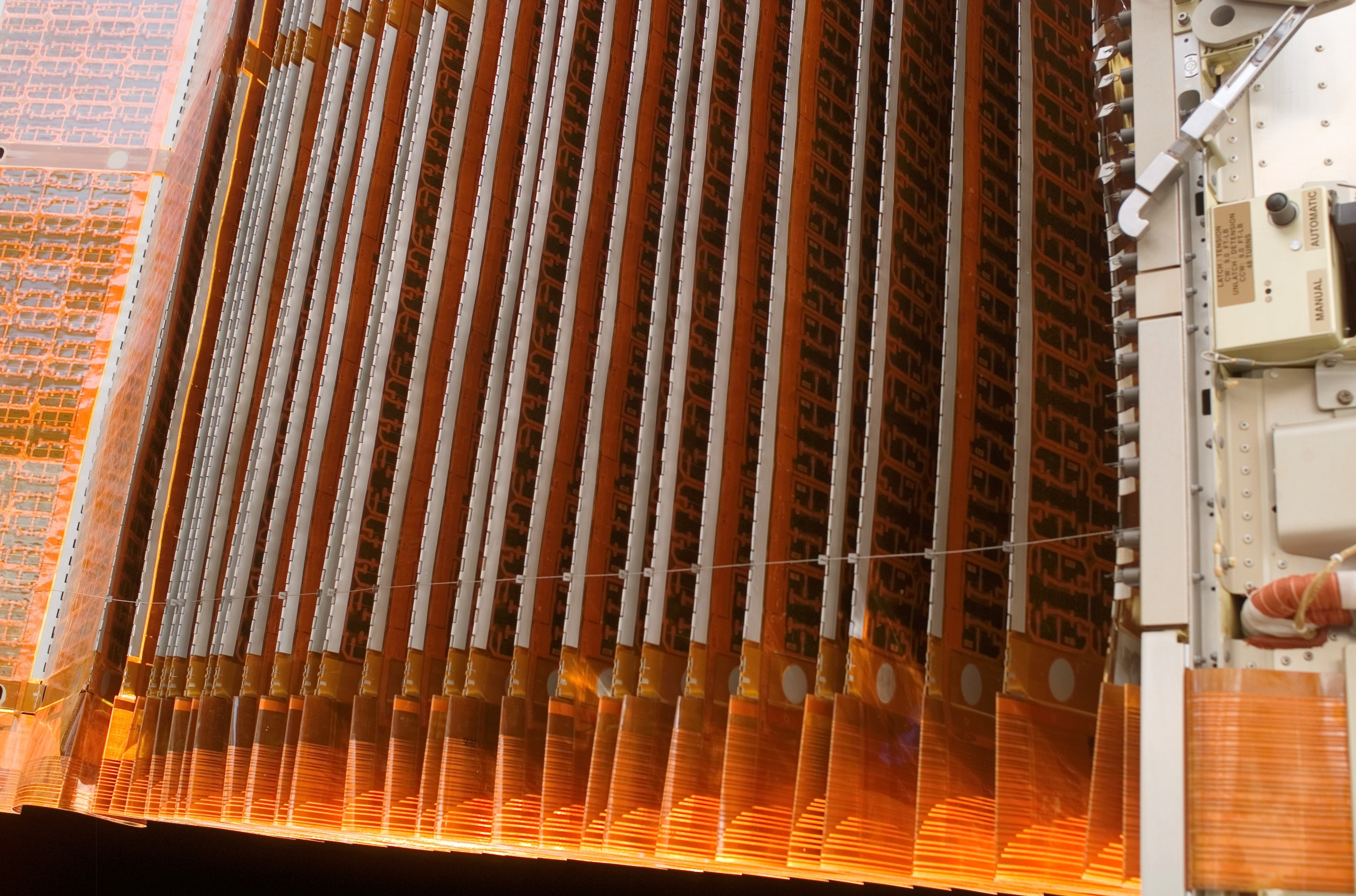
Immagine ravvicinata di un pannello solare in posizione ripiegata

Le due parti di ogni pannello sono ripiegate durante il trasporto verso la stazione e la sezione centrale le dispiega successivamente. La sospensione cardanica, detta Beta Gimbal Assembly (BGA) è utilizzata per ruotare i pannelli in modo che siano rivolti verso il Sole e fornire la massima energia alla stazione.

### Batterie
Sulla stazione sono presenti 24 batterie. Ogni batteria è composta da due elementi in serie, ciascuno dei quali contiene 38 celle Nichel-idrogeno NiH2. Ogni batteria è in grado di immagazzinare circa 8 kW di potenza, trasferita alla stazione attraverso il Battery Charge/Discharge Unit e il Direct Current Switching Unit. Sono progettate per avere una vita di 6 anni e mezzo, e possono sostenere circa 38 000 cicli di carica/scarica. Ogni batteria misura 101x91x45 cm e pesa approssimativamente 180 kg.

### Solar Alpha Rotary Joint
Il giunto Alpha è il principale giunto che permette ai pannelli solari di seguire lo spostamento del Sole. Normalmente l'alpha joint ruota di 360° ad ogni orbita. Un giunto alpha è posizionato tra i segmenti P3 e P4, mentre un altro è situato tra i segmenti S3 e S4. Quando sono operativi, questi giunti ruotano in continuazione tramite un servomotore per mantenere i pannelli dei segmenti esterni orientati correttamente. L'energia fluisce attraverso un componente detto Utility Transfer Assembly (UTA). Questi giunti sono stati progettati, costruiti e testati dalla Lockheed Martin.

## Sequenza di assemblaggio dei segmenti
| Elemento              | Missione        | Data di lancio   | Lunghezza (m) | Diametro (m) | Massa (kg) |
| --------------------- | --------------- | ---------------- | ------------- | ------------ | ---------- |
| Z1                    | 3A – STS-92     | 11 ottobre 2000  | 4,9           | 4,2          | 8 755      |
| P6                    | 4A – STS-97     | 30 novembre 2000 | 73,2          | 10,7         | 15 824     |
| S0                    | 8A – STS-110    | 8 aprile 2002    | 13,4          | 4,6          | 13 971     |
| S1                    | 9A – STS-112    | 7 ottobre 2002   | 13,7          | 4,6          | 14 124     |
| P1                    | 11A – STS-113   | 23 novembre 2002 | 13,7          | 4,6          | 14 003     |
| P3/P4                 | 12A – STS-115   | 9 settembre 2006 | 73,2          | 10,7         | 15 824     |
| P5                    | 12A.1 – STS-116 | 9 dicembre 2006  | 3,37          | 4,55         | 1 864      |
| S3/S4                 | 13A – STS-117   | 8 giugno 2007    | 73,2          | 10,7         | 15 824     |
| S5                    | 13A.1 – STS-118 | 8 agosto 2007    | 3,37          | 4,55         | 1 818      |
| P6 (riposizionamento) | 10A – STS-120   | 23 ottobre 2007  | –             | –            | –          |
| S6                    | 15A – STS-119   | 20 marzo 2009    | 73,2          | 10,7         | 15 824     |